# Nonnweiler
Nonnweiller är en kommun i Landkreis St. Wendel i Saarland, Tyskland. Vid kommunen möts motorvägarna A1 och A62.
De tidigare kommunerna Bierfeld, Braunshausen, Kastel, Otzenhausen, Primstal, Schwarzenbach och Sitzerath uppgick i Nonnweiler 1 januari 1974.